# Mosquée de Hadži Kurd (Banja Luka)
Pour les articles homonymes, voir Mosquée de Hadži Kurd.
La mosquée de Hadži Kurd est située sur le territoire de la Ville de Banja Luka, l'actuelle capitale de la république serbe de Bosnie en Bosnie-Herzégovine. Elle remonte au XVIIe siècle.
La cour intérieure de la mosquée (en bosnien : harem) abrite notamment un cimetière avec 18 nişans (stèles ottomanes). Cet ensemble funéraire est inscrit sur la liste des monuments nationaux de Bosnie-Herzégovine.